# Марене
Марене (итал. Marene) је насеље у Италији у округу Кунео, региону Пијемонт.
Према процени из 2011. у насељу је живело 2261 становника. Насеље се налази на надморској висини од 314 м.

## Становништво
Према резултатима пописа становништва 2011. у општини је живело 3.055 становника.
| 1936. | 1951. | 1961. | 1971. | 1981. | 1991. | 2001. | 2011. |
| ----- | ----- | ----- | ----- | ----- | ----- | ----- | ----- |
| 2.370 | 2.386 | 2.038 | 1.825 | 2.347 | 2.523 | 2.703 | 3.055 |